# Фаворитка Міллера
«Фаворитка Міллера» (англ. Miller's Girl) — американська драма режисера Джейд Голлі Бартлетт, в головних ролях якої беруть участь Дженна Ортега і Мартін Фрімен.

## У ролях
| Актор            | Роль                |
| ---------------- | ------------------- |
| Дженна Ортега    | Каїро Світ          |
| Мартін Фріман    | Джонатан Міллер     |
| Дагмара Домінчик | Беатріс Джун Гаркер |
| Гідеон Адлон     | Вінні Блек          |
| Башир Салагуддін | Борис Філмор        |
| Крістін Адамс    | Джойс Менор         |

## Сюжет
Каїро Світ, 18-річна заможна дівчина, живе одна в сімейному особняку в штаті Теннессі, поки її батьки-адвокати їдуть у відрядження. Каїро відвідує клас викладача творчого письма в старшій школі Джонатана Міллера і вражає його своїми широкими знаннями в літературі та знайомством із книгою самого Міллера «Апострофи та амперсанди». Міллер покинув писати після того, як одружився і почав викладати, а його дружина Беатріс стала більш успішною авторкою, і вона постійно нагадує Міллеру про відсутність у нього амбіцій писати щось нове.
Каїро має написати есе для вступу до Єльського університету, тема якого «Найбільше досягнення на сьогодні», але вона не може знайти нічого гідного, щоб написати. Її подруга Вінні жартома пропонує їй почати стосунки з учителем. Каїро вирішує послухатися цієї поради, і звертає увагу на містера Джонатана Міллера.
Каїро та Міллер починають проводити все більше часу разом поза уроками, поділяючи спільні інтереси до романів, віршів і культури Теннессі. Міллер доручає Каїро написати новелу в стилі її улюбленого автора, а вона обирає Генрі Міллера; попри провокаційний стиль автора, Міллер схвалює. Коли він випадково забирає мобільний телефон Каїро, вона просить його повернути особисто. Коли Міллер приїжджає в особняк її батьків, Каїро зустрічає його та цілує під дощем. Натхненна, вона пише еротичну новелу про сексуальні стосунки вчителя та його учениці. Поки Міллер читає твір на самоті, він захоплюється цим.
Проте в школі Міллер заявляє, що ця історія неприйнятна, і вимагає від Каїро змінити її, але вона звинувачує його в боягузтві та лицемірстві. Ображена відмовою Міллера, Каїро надсилає історію віцедиректорці школи Джойс Манор, щоб викрити можливий роман між ними.
Після співбесіди пана Міллера відсторонюють від роботи, і він може бути звільнений до слухання шкільною радою. Каїро вирішує свідчити проти нього на слуханні. Усвідомлюючи, що дії Каїро зробили з Міллером, Вінні просить її зняти звинувачення проти нього, але Каїро відмовляється, називаючи падіння Міллера своїм «найбільшим досягненням на сьогодні». Вона пише свій досвід у вступному есе в тому ж стилі, який використовував Міллер у своїй книзі. Міллер, який досяг дна, але вперше за багато років отримав натхнення, вирішує написати нову книгу.